# Historia Unii Europejskiej

Rozwój Unii Europejskiej

Flaga Unii Europejskiej

## Idee przed 1945 rokiem
Próby zjednoczenia narodów Europy miały wielokrotnie miejsce w historii kontynentu od upadku Cesarstwa Rzymskiego.
Początki europejskiej idei integracji międzynarodowej sięgają już starożytności. W wypowiedziach myślicieli starożytnych, m.in. Talesa z Miletu, na temat potrzeby jednoczenia się ludzi w coraz szersze organizmy społeczne – państwa, występują dwie przesłanki:
- jedna dotyczy skutków likwidacji granic między dotychczasowymi małymi państwami, skutków wyrażających się likwidacją przyczyn prowadzenia wojen o poszerzenie terytorium;

- druga natomiast – wzmocnienia siły w stosunku do otoczenia zewnętrznego, szczególnie jeśli jest ono niebezpieczne i nieprzyjazne dla niezintegrowanych jeszcze sąsiadujących i często walczących ze sobą małych państw; integracja międzynarodowa miała być podstawą wewnętrzną i zewnętrzną bezpieczeństwa uczestników integracji.

Podobnie jak w starożytności, dyskusje na temat zjednoczonej Europy w średniowieczu miały również dwa aspekty: obronny i ekspansjonistyczny.
- Aspekt obronny reprezentował najpełniej Kościół katolicki, domagając się zjednoczenia chrześcijańskiej Europy w obronie przeciw muzułmańskiej Turcji.

- Podobnie było w przypadku aspektu ekspansjonistycznego, który przewidywał pokonanie Turcji i schrystianizowanie jej. Przykładem misji ekspansjonistycznej były wyprawy krzyżowe na Bliski Wschód, mające na celu zjednoczenie władców krajów katolickich.

Frankońskie imperium Karola Wielkiego i Święte Cesarstwo Rzymskie na setki lat połączyły wielkie obszary pod luźną administracją. W XIX wieku taką próbą była unia celna pod władzą Napoleona, a w XX wieku działania wojenne III Rzeszy – jednak obie zakończyły się niepowodzeniem. Różnorodność językowa i kulturowa Europy czyniły próby oparte na prawach dynastycznych albo narzucone przez podboje wojenne niepewnymi i skazanymi na niepowodzenie.
Gdy Arabowie podbili starożytne centra chrześcijaństwa w Syrii i Egipcie w VIII stuleciu, pojęcie „chrześcijaństwa” stawało się zasadniczo pojęciem zjednoczonej Europy, ale zawsze bardziej ideałem niż rzeczywistością. Wielka schizma między prawosławiem a katolicyzmem uczyniła dyskusyjnym samo pojęcie „chrześcijaństwa”. Po zdobyciu Konstantynopola przez Turków w 1453 r., pojawiła się propozycja pokojowego zjednoczenia Europy przeciw wspólnemu nieprzyjacielowi – Jerzemu z Podiebradów, husyckiemu królowi Czech. W 1464 r. zaproponowano natomiast utworzenie unii chrześcijańskich narodów przeciw Turkom.
Otton III marzył o odrodzeniu Cesarstwa Rzymskiego, w którym cesarzowi podlegałyby równe sobie królestwa. W Ewangeliarzu Ottona III zachowała się miniatura przedstawiająca cztery postacie w koronach, składające Ottonowi III dary. Owe postacie to personifikacje królestw: Rzymu, Galii, Germanii i Sklawinii. Bolesław I Chrobry miał zapewne, w myśl zamiarów Ottona III, być królem tej ostatniej.
W 1728 opat Charles de Saint-Pierre zaproponował utworzenie europejskiej ligi 18 suwerennych państw, ze wspólnym skarbem, bez granic i z unią gospodarczą.
Po rewolucji amerykańskiej 1776 r. i ogłoszeniu Deklaracji Niepodległości, wizja Stanów Zjednoczonych Europy podobnych do Stanów Zjednoczonych Ameryki była podzielana przez kilku wybitnych Europejczyków, zwłaszcza La Fayette’a i Tadeusza Kościuszkę. W 1795 r. propozycję kongresu dla wiecznego pokoju wniósł Immanuel Kant.
Kontynentalny system Napoleona Bonaparte, ogłoszony w listopadzie 1806 w postaci embarga dla brytyjskich towarów w interesie francuskiej hegemonii, wykazał skuteczność, ale też i niedostatki ponadnarodowego systemu ekonomicznego dla Europy.
Po upadku Napoleona w 1815 r. na kongresie wiedeńskim powstał Związek Niemiecki (Deutscher Bund), czyli luźne stowarzyszenie trzydziestu ośmiu niemieckich krajów. W 1834 r. powstała niemiecka unia celna (Zollverein), która miała ułatwić handel i zmniejszyć wewnętrzną konkurencję.
W okresie Królestwa Kongresowego wyłoniło się z polskiego oświecenia szereg koncepcji sfederalizowania Europy wśród takich jak: Hugo Kołłątaj lub Stanisław Staszic. Ten drugi popierał federację na podstawie narodów. Podczas gdy Józef Hoene-Wroński z Paryża widział te podstawy w państwach. Uczestnik powstania listopadowego, botanik Wojciech Jastrzębowski użył swe wojskowe przeżycia, pisząc już z Anglii, jako podstawę do traktatu o pokoju między narodami opublikowanego w 1831 r. w Kurierze Polskim i o Konstytucji dla Europy zawartej w 77 artykułach.
W 1843 r. włoski pisarz i polityk Giuseppe Mazzini zaproponował utworzenie federacji republik europejskich, a w 1847 r. pojawiła się najbardziej znana wczesna propozycja pokojowego zjednoczenia, na bazie współpracy i równości członkostwa, wysunięta przez Wiktora Hugo. Początkowo wyszydzona, powróciła w 1851 r.
Teodor Korwin Szymanowski, autor napisanej w 1885 r. i wydanej po francusku w Paryżu w 1888, a odnalezionej na początku obecnego wieku pracy pod tytułem Przyszłość Europy w zakresie gospodarczym, społecznym i politycznym (fr. L’avenir économique, social et politique en Europe), odbijającej całkiem od uprzednich propozycji dla starego kontynentu, podkreślając pewien absolutyzm oświecony, proponuje on Europę zjednoczoną przy umowie celnej, z centralnym bankiem zorganizowanym na zasadzie premii wpłacanych z każdego państwa, pozwalając na pożyczki rządowe i posługując się wyłącznie jedną walutą obiegową, najlepiej frankiem francuskim. Całość oparta byłaby na zebraniu statystyk szczegółowych z wszystkich partycypujących państw.
Dyskusje nad integracją międzynarodową prowadzone na przełomie XVIII i XIX wieku, w tzw. epoce przyspieszonego rozwoju kapitalizmu w Europie Zachodniej, zostały wzbogacone o dwa ważne elementy: o problematykę ekonomiczną oraz o kwestię suwerenności narodowej państwa. Te dwa aspekty pozostają aktualne, zarówno we współczesnych dyskusjach, jak i praktycznych przedsięwzięciach integracyjnych.
Po kataklizmie I wojny światowej kilku europejskich myślicieli wysunęło ponownie ideę zjednoczonej politycznie Europy. W 1923 r. austriacki książę Coudenhove-Kalergi założył Ruch Paneuropejski i w 1926 r. gościł w Wiedniu pierwszy Kongres Paneuropejski. Wysunięta doktryna Paneuropy, uważana za podstawę bazową wszystkich europejskich wspólnot.
W 1929 Aristide Briand, francuski premier, wygłosił mowę na forum Ligi Narodów, w której zaproponował ideę federacji narodów europejskich opartej na solidarności i współpracy politycznej i społecznej, co spotkało się z poparciem wielu wybitnych ekonomistów, wśród nich Johna Maynarda Keynesa.
W 1931 r. francuski polityk Édouard Herriot opublikował książkę Stany Zjednoczone Europy.
Wielka depresja, rozwój faszyzmu i późniejsza II wojna światowa zahamowały ruch na rzecz unifikacji Europy.
W 1940 r. sukcesy wojenne Niemiec i plany utworzenia tysiącletniej Rzeszy zachęciły niemieckich ekonomistów do wysunięcia propozycji scentralizowanej unii europejskiej z jednolitym europejskim obszarem gospodarczym i ustalonymi wewnętrznymi kursami wymiany walut. W 1943 r. niemiecki minister spraw zagranicznych Joachim von Ribbentrop ostatecznie zaproponował utworzenie takiej instytucji ze strukturą wykazującą kilka podobieństw do współczesnej Unii Europejskiej, oczywiście bez jej demokratycznych struktur. Byłaby to wspólna waluta, bank centralny w Berlinie, zasada regionalizmu, wspólna polityka pracy i porozumienia gospodarcze. Proponowano włączyć do niej Niemcy, Włochy, Francję, Danię, Norwegię, Finlandię, Słowację, Węgry, Bułgarię, Rumunię, Chorwację, Serbię, Grecję i Hiszpanię.
Idea nowej Europy była poruszana przez okupantów:
- minister bez teki rządu Rzeszy Niemieckiej Arthur Seyss-Inquart powiedział: Nowa Europa solidarności i współpracy między wszystkimi jej obywatelami szybko doprowadzi do pomyślności, gdy zostaną usunięte narodowe granice ekonomiczne;
- francuski minister w rządzie Vichy Jacques Benoist Mechin powiedział, że Francja musi porzucić nacjonalizm i uzyskać honorowe miejsce we Wspólnocie Europejskiej.

Taka kierowana przez Niemcy Europa miałaby być przeciwwagą dla komunistycznego Związku Radzieckiego i brytyjskiej dominacji w handlu światowym. Jednak niemiecka inicjatywa była dominacją opartą na hitlerowskich podbojach i dlatego trudno ją uznać za prawdziwego poprzednika przyszłej Unii Europejskiej.
Pomysł stworzenia wspólnej Europy zrodził się też podczas II wojny światowej. Wtedy to po raz pierwszy w manifeście z Ventotene w roku 1941 Altiero Spinelli i Ernesto Rossi głosili o potrzebie stworzenia organizacji, która zapobiegnie nieustającym wojnom w Europie. Początkowo miała to być federacja składająca się z państw europejskich, a sama organizacja miała pełnić funkcje wyłącznie konstytutywne. Z czasem przerodzić się miała w organ władzy ustawodawczej – parlament federacji. Na początku zakładano również, że zgromadzenie nie będzie wybierane w sposób bezpośredni przez mieszkańców federacji, a poprzez przedstawicieli poszczególnych parlamentów narodowych.
W 1943 r. Jean Monnet, członek francuskiego Narodowego Komitetu Wyzwolenia rządu Wolnych Francuzów na uchodźstwie w Algierze, uważany przez wielu za architekta europejskiej jedności, oświadczył:  ...Pokój w Europie nie zostanie osiągnięty, jeżeli państwa odbuduje się na bazie suwerenności narodowej. Kraje Europy są zbyt małe, aby mogły gwarantować swoim obywatelom dobrobyt i rozwój społeczny. Państwa europejskie muszą stworzyć między sobą federację...

## Nowy impuls po 1945 roku

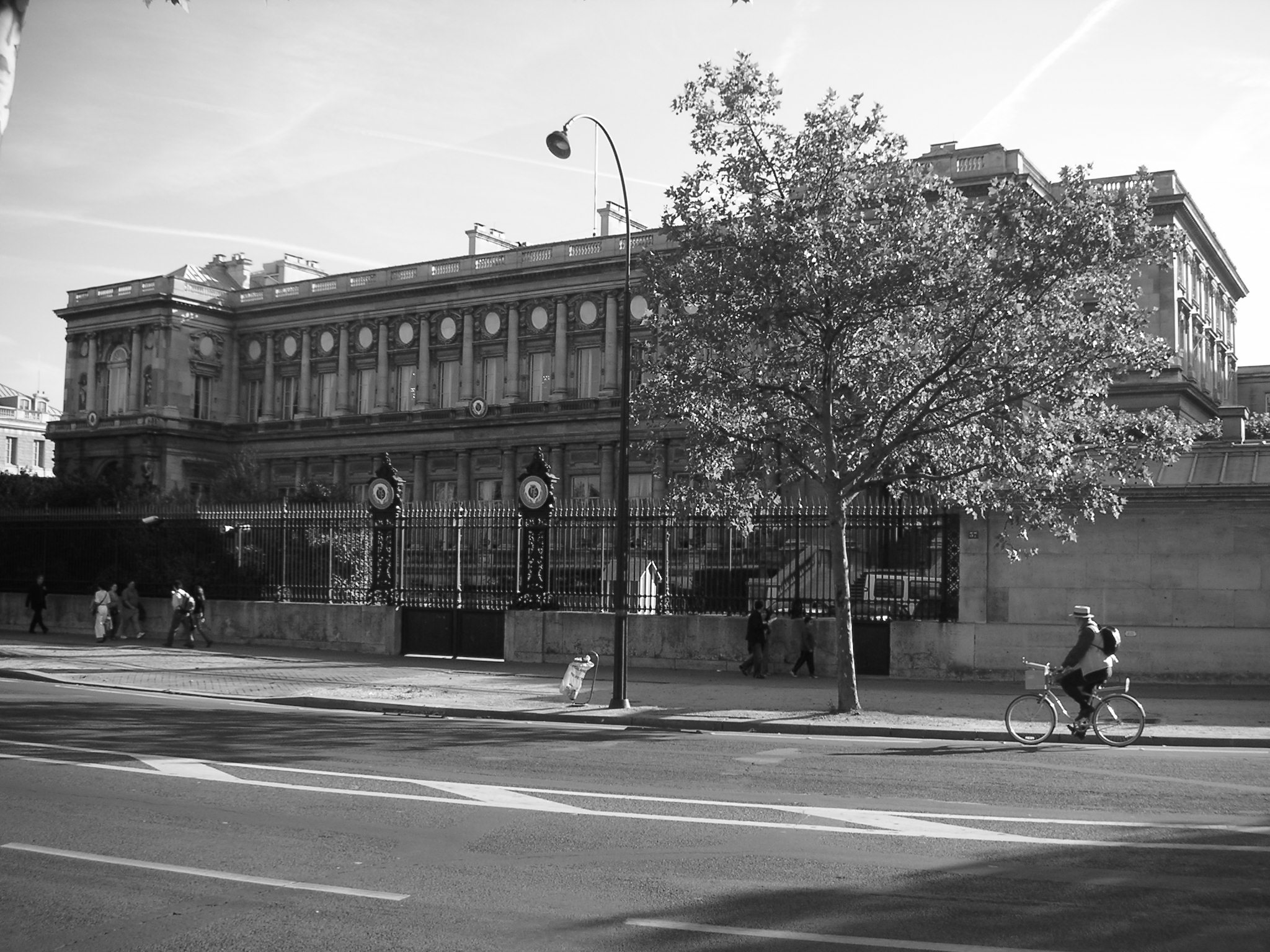
Pałac d’Orsay w Paryżu, gdzie Schuman przedstawił swój plan

Szczególnie szybki rozwój idei integracyjnej w Europie nastąpił w II poł. XX wieku, po zakończeniu II wojny światowej. Pojawiło się silne dążenie do utworzenia wspólnoty europejskiej, która pozwoliłaby odbudować Europę po katastrofalnych wydarzeniach drugiej wojny światowej i zapobiec wojnie w przyszłości. Po 1945 ludzie najbardziej potrzebowali nadziei, toteż idea jedności europejskiej miała większe niż kiedykolwiek szanse poparcia. Wszystkie kraje Europy miały świadomość swoich kłopotów i słabości. Odpowiedzią na te problemy mogła być tylko, i to praktycznie realizowana, idea jedności politycznej i gospodarczej. Skoro dość szybko okazało się, że kraje Europy Środkowowschodniej zostały przemocą wyłączone, przez ZSRR, z możliwości budowy demokracji i z uczestnictwa w ogólnoeuropejskiej integracji, skoncentrowano się na Europie Zachodniej.
Pierwszą jaskółką zwiastującą jednoczenie się państw Europy Zachodniej był powołany do życie w czerwcu 1947 w Paryżu Komitet Koordynacyjny Ruchów Międzynarodowych na Rzecz Jedności Europejskiej. W grudniu 1947 organizacja ta przybrała nazwę Międzynarodowy Komitet Ruchów na Rzecz Jedności Europejskiej.
Punktem przełomowym był kongres haski (AIA), zorganizowany przez Józefa Retingera i Duncana Sandysa w Hadze w dniach 7–10 maja 1948 roku. Spotkali się na nim przedstawiciele 25 krajów europejskich. Kongres jednomyślnie wyraził pragnienie utworzenia zjednoczonej Europy. Wszystkie kraje w nim uczestniczące zdawały sobie sprawę, że upieranie się przy narodowej niepodległości i utrzymywanie narodowej suwerenności to rzecz przestarzała. Historyczny kongres haski wytyczył w podstawowych zarysach politykę zjednoczenia Europy. Jak pisał Józef Retinger: w Hadze położono fundamenty pod wszystko to, co miało wyznaczać postęp idei europejskiej w następnym dziesięcioleciu. Wszystkie wielkie traktaty europejskie wyrosły z podatnego gruntu tego śmiałego zebrania. Jednocześnie ustanowiono zasady i doktryny jedności europejskiej. Kongres nadał ton i rozmach działalności europejskiej na przyszłe lata.

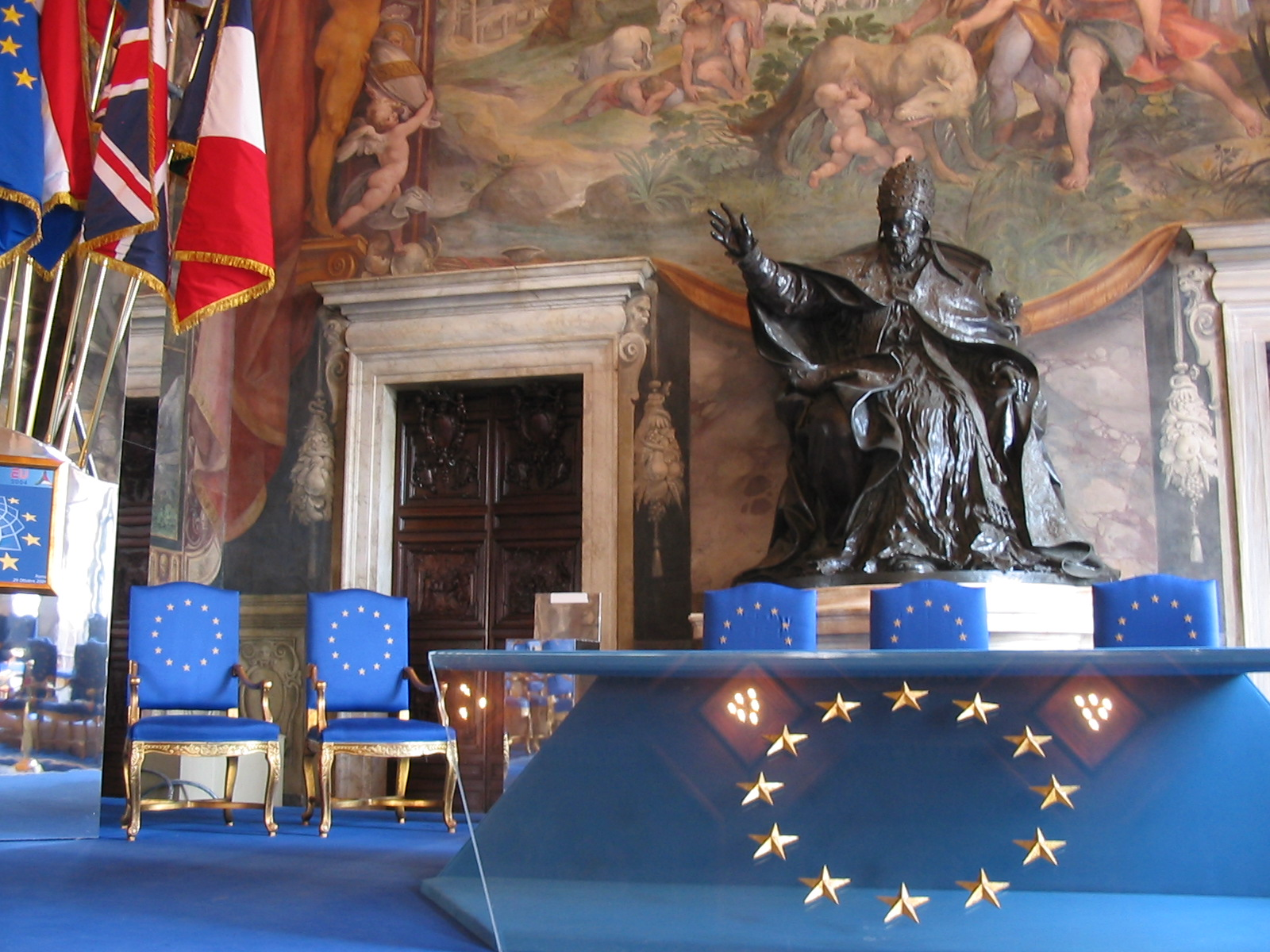
Rzym, Muzeum Kapitolińskie gdzie podpisano w 1957 traktaty rzymskie

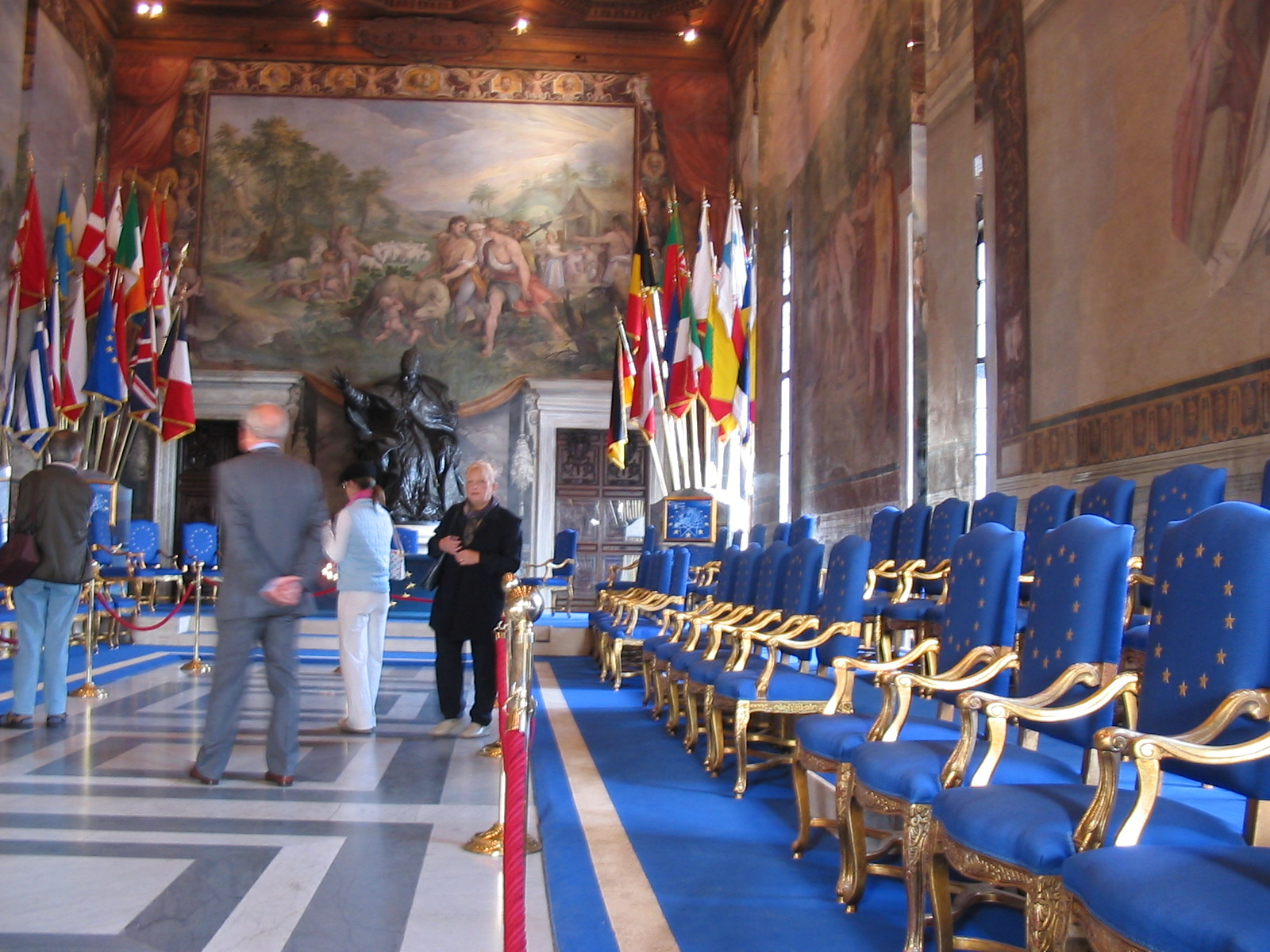
Rzym, Muzeum Kapitolińskie

Aby to urzeczywistnić, wielu polityków wspierało ideę utworzenia jakiejś formy europejskiej federacji czy rządu. Winston Churchill 19 września 1946 wygłosił na uniwersytecie w Zurychu mowę, w której wezwał do utworzenia Stanów Zjednoczonych Europy, podobnych do Stanów Zjednoczonych Ameryki. Bezpośrednim wynikiem tego przemówienia było utworzenie w 1949 Rady Europy. Rada Europy była (i dalej pozostaje) instytucją o raczej ograniczonych prerogatywach, jako swoisty ekwiwalent Narodów Zjednoczonych, aczkolwiek wypracowała pewne formy uprawnień w dziedzinie praw człowieka, jak Europejski Trybunał Praw Człowieka.
Inauguracyjne posiedzenie Rady Europy odbyło się w Strasburgu 8 sierpnia 1949. Obok flag dwunastu państw członkowskich (jeszcze bez Niemiec i Austrii) była również flaga Ruchu Europejskiego: zielone E na białym tle. Według projektodawców Rada Europy miała być pierwszym instytucjonalnym krokiem do utworzenia ponadnarodowego rządu Europy. W ramach Rady wyodrębniono Komitet Ministrów, Parlamentarne Zgromadzenie Doradcze i niezależny Sekretariat, prototypy rządu, parlamentu i administracji publicznej. Działacze Ruchu pragnęli aby Zgromadzenie funkcjonowało jak prawdziwy Parlament Europejski. W budowie nowej Europy, na razie tylko w niecałej części zachodniej, Ruch Europejski odgrywał rolę kluczową. Nastroje panujące w Radzie Europy oddają słowa Paula Henriego Spaaka, który 26 sierpnia 1949 powiedział: najbardziej niezdecydowani, najwięksi sceptycy muszą uznać fakt, że od dziś istnieje świadomość europejska.
Po kongresie haskim rozpoczęła się seria konferencji Ruchu Europejskiego. Pierwsza, która odbyła się w Brukseli w lutym 1949, poświęcona była sprawom politycznym i organizacyjnym. W dwa miesiące później w Westminsterze zorganizowano wielką konferencję na temat polityki gospodarczej. Jako cel na przyszłość wysunięto propozycję utworzenie wspólnego rynku. W grudniu tego samego roku w Lozannie odbyła się konferencja poświęcona kulturze. W rezolucjach wezwano do utworzenia Europejskiego Centrum Kultury, Uniwersytetu Europejskiego oraz Europejskiego Centrum Badań Jądrowych. Z czasem powołano do życia wszystkie te ośrodki. W czerwcu 1950 w Rzymie odbyła się konferencja poświęcona polityce socjalnej.
Ziarno idei integracji rzucone w nowych powojennych realiach na kongresie haskim zaowocowało już wkrótce, w latach pięćdziesiątych i później, kolejnymi formami i etapami integracji międzynarodowej w Europie, i tak jest do chwili obecnej mimo różnych zahamowań i kryzysów. Punktem przełomowym dla idei integracji Europy było podpisanie przez państwa zachodniej Europy traktatów rzymskich w 1957, na mocy których powstała Europejska Wspólnota Gospodarcza i EURATOM.

## Trzy wspólnoty

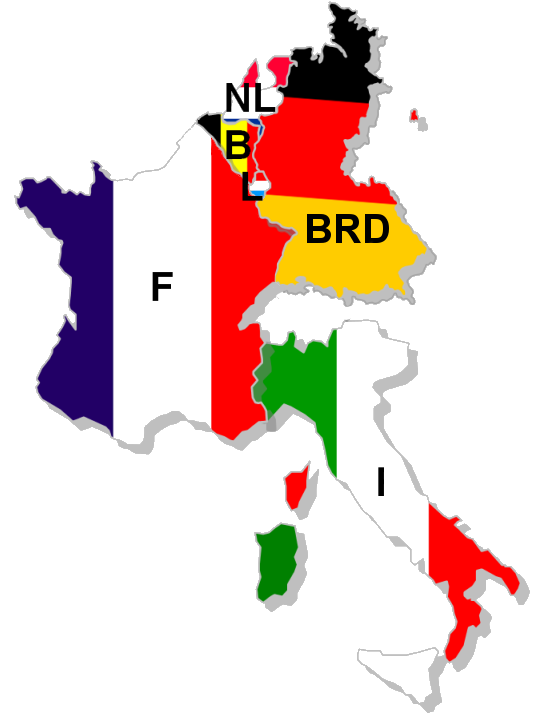
6 państw członkowskich EWWiS

Unia Europejska wyrosła z Europejskiej Wspólnoty Węgla i Stali (European Coal and Steel Community), powołanej na podstawie traktatu paryskiego, podpisanego w 1951 r. przez sześciu członków założycieli: Belgię, Holandię i Luksemburg (kraje Beneluksu), Niemcy Zachodnie (RFN), Francję i Włochy. Celem EWWiS było utworzenie wspólnej puli produkcji węgla i stali, aby zapobiec wojnie gospodarczej. Było to urzeczywistnienie planu opracowanego przez Jeana Monneta, a upowszechnionego przez francuskiego ministra spraw zagranicznych Roberta Schumana. 9 maja 1950 Schuman przedstawił propozycję utworzenia zorganizowanej Europy twierdząc, że jest to niezbędne do utrzymania pokojowych stosunków. Propozycja ta, znana jako Deklaracja Schumana, jest uważana za początek dzisiejszej Unii Europejskiej, która potem wybrała dzień 9 maja za Dzień Europy. Brytyjczycy zostali zaproszeni do uczestnictwa, ale odmówili, aby nie rezygnować z narodowej suwerenności.
W ślad za EWWiS poszły próby utworzenia, przez te same kraje, Europejskiej Wspólnoty Obronnej (European Defence Community) i Europejskiej Wspólnoty Politycznej (European Political Community). Celem EWO było ustanowienie wspólnej europejskiej armii pod wspólną kontrolą, aby Niemcy Zachodnie mogły się ponownie bezpiecznie uzbroić i stawić czoła radzieckiemu zagrożeniu. EWP miała być zaczątkiem federacji państw europejskich. Jednak francuskie Zgromadzenie Narodowe odmówiło ratyfikowania traktatu EWO, co doprowadziło do zaniechania pomysłu, a potem odłożenia na półkę także EWP. Idea obu instytucji żyje jednak, choć w zmodyfikowanej formie, w późniejszych opracowaniach, jak Europejska Współpraca Polityczna (European Political Co-operation), filar o nazwie Wspólna Polityka Zagraniczna i Bezpieczeństwa (Common Foreign and Security Policy) ustanowiony przez traktat z Maastricht, czy Europejskie Siły Szybkiego Reagowania (European Rapid Reaction Force), obecnie w trakcie formowania.
Europejska Wspólnota Energii Atomowej (European Atomic Energy Community) została powołana do życia w 1957 r. Euratom miał z kolei połączyć narodowe zasoby nuklearne tych krajów. Głównymi celami tej organizacji było wspólne pokojowe wykorzystanie energii jądrowej, rozwój badań, ustalenie jednolitych norm ochrony radiologicznej.
Po niepowodzeniu inicjatyw EWO i EWP sześć krajów założycielskich spróbowało dalszej integracji, tworząc w 1957 r. kolejną instytucję – Europejską Wspólnotę Gospodarczą (European Economic Community) funkcjonującą jako międzynarodowa organizacja gospodarcza. EWG przyczyniła się do rozwoju ekonomicznego państw członkowskich, zacieśniania współpracy między nimi, ustanowienia swobody przepływu towarów, osób, usług i kapitału (unia celna między krajami członkowskimi, oparta na czterech wolnościach). EWG stała się najważniejszą z 3 europejskich wspólnot integracyjnych, do tego stopnia, że jej nazwa została potem zmieniona na Wspólnotę Europejską, która została formalnie ustanowiona w traktacie z Maastricht w 1992 r. i weszła w życie 1 listopada 1993 r. Sygnatariuszami byli przedstawiciele:
| Kraj       | Osoby podpisujące                                |
| ---------- | ------------------------------------------------ |
| Belgia     | Paul-Henri Spaak, Jean Charles Snoy et d’Oppuers |
| Francja    | Christian Pineau, Maurice Faure                  |
| Holandia   | Joseph Luns, Hans Linthorst Homan                |
| Luksemburg | Joseph Bech, Lambert Schaus                      |
| Niemcy     | Konrad Adenauer, Walter Hallstein                |
| Włochy     | Antonio Segni, Gaetano Martino                   |

Przekształcenie się tych wspólnot w dzisiejszą Unię Europejską składa się z dwóch równoległych procesów.
- Pierwszym procesem jest ewolucja strukturalna i zmiany instytucjonalne w kierunku utworzenia ściślejszego bloku z większą ilością kompetencji na poziomie ponadnarodowym, co można nazwać pogłębianiem Unii.
- Drugim procesem jest rozszerzanie wspólnot (i potem Unii) z 6 do 28 państw członkowskich, co określamy mianem poszerzania Unii.

## Ojcowie współczesnej Europy
Powstanie Unii Europejskiej nie byłoby możliwe bez ludzi, których nazywa się Ojcami współczesnej Europy. W poczet Ojców integracji europejskiej zalicza się ośmiu polityków, którzy mieli największy wpływ na powstanie Wspólnot Europejskich:

(w kolejności alfabetycznej)
- Konrad Adenauer – 1876-1967 – pierwszy kanclerz demokratycznych Niemiec, zwolennik zjednoczenia Europy opartego na tradycjach i wartościach chrześcijańskich. Doprowadził do odbudowy gospodarczej Niemiec oraz ich integracji z Europą Zachodnią, od przyjęcia planu Marshalla, poprzez członkostwo w EWG oraz NATO.

- Winston Churchill – 1874-1965 – brytyjski polityk, mówca, strateg, pisarz i historyk, minister obrony, Przewodniczący Izby Gmin, dwukrotny premier Zjednoczonego Królestwa, laureat literackiej Nagrody Nobla, jeden z pierwszych polityków popierających ideę zjednoczenia Europy – pomysłodawca utworzenia Stanów Zjednoczonych Europy[10]

- Alcide De Gasperi – 1881-1954 – włoski premier i polityk, współtwórca Rady Europy i Europejskiej Wspólnoty Węgla i Stali, propagujący ideę współpracy gospodarczej poprzez zacieśnianie współpracy obronnej.

- Walter Hallstein – 1901–1982 – niemiecki polityk, profesor prawa na uniwersytetach w Rostocku i Frankfurcie nad Menem, Sekretarz Stanu w niemieckim Ministerstwie Spraw Zagranicznych, pierwszy przewodniczący Komisji Europejskiej w latach 1958–1967, twórca doktryny Hallsteina, inicjator Wspólnot Europejskich i struktur unijnych. Jeden z twórców wizerunku i głównych nurtów politycznych współczesnej Unii Europejskiej.

- Jean Monnet – 1888-1979 – francuski polityk, dyplomata i ekonomista, architekt wspólnot europejskich, współtwórca Planu Schumana, inicjator i twórca Komitetu dla Zjednoczenia Państw Europy (ang. Action Committee for the United States of Europe) (1954), któremu przewodniczył do 1975 r. W 1976 r. za swoje zasługi otrzymał tytuł Obywatela Europy.

- Robert Schuman – 1886-1963 – francuski premier i minister spraw zagranicznych, inicjator pojednania pomiędzy Francją a Niemcami poprzez połączenie obu państw silnymi więzami gospodarczymi, społecznymi i politycznymi, w latach 1958–1960 Przewodniczący Parlamentu Europejskiego. Jego plan był pierwszym w pełni zrealizowanym projektem zjednoczenia Europy.

- Paul-Henri Spaak – 1899-1972 – belgijski premier i minister spraw zagranicznych, w latach 1952–1953 przewodniczący Zgromadzenia Ogólnego Europejskiej Wspólnoty Węgla i Stali, przewodniczący roboczej komisji opracowującej raport dotyczący stworzenia podstaw wspólnego rynku europejskiego, przewodniczący pierwszej sesji Zgromadzenia Ogólnego ONZ, sekretarz generalny NATO.

- Altiero Spinelli – 1907-1986 – włoski polityk, promotor federalizmu europejskiego, członek Komisji Europejskiej odpowiedzialny za politykę przemysłową, poseł do Parlamentu Europejskiego, współzałożyciel Klubu Krokodyla.

## Instytucje Unii Europejskiej
UE jako organizacja o zasięgu międzynarodowym posiada organy mające na celu usprawnić pole do dialogu między członkami UE i pomagać we wspólnym zarządzaniu Unią. Główne instytucje to:
- Parlament Europejski z oficjalną siedzibą w Strasburgu (komisje parlamentarne i władze klubów mieszczą się w Brukseli, a sekretariat i biblioteka w Luksemburgu).
- Rada Unii Europejskiej w Brukseli
- Rada Europejska
- Komisja Europejska w Brukseli
- Europejski Trybunał Sprawiedliwości w Luksemburgu
- Trybunał Rewidentów Księgowych w Luksemburgu
- Centrum Tłumaczeń dla Organów Unii Europejskiej w Luksemburgu.

Instytucje te wspierane są przez organy pomocnicze, takie jak:
- Europejski Komitet Ekonomiczno-Społeczny
- Komitet Regionów
- Europejski Rzecznik Praw Obywatelskich
- Europejski Bank Inwestycyjny
- Europejski Bank Centralny.

## Kalendarium

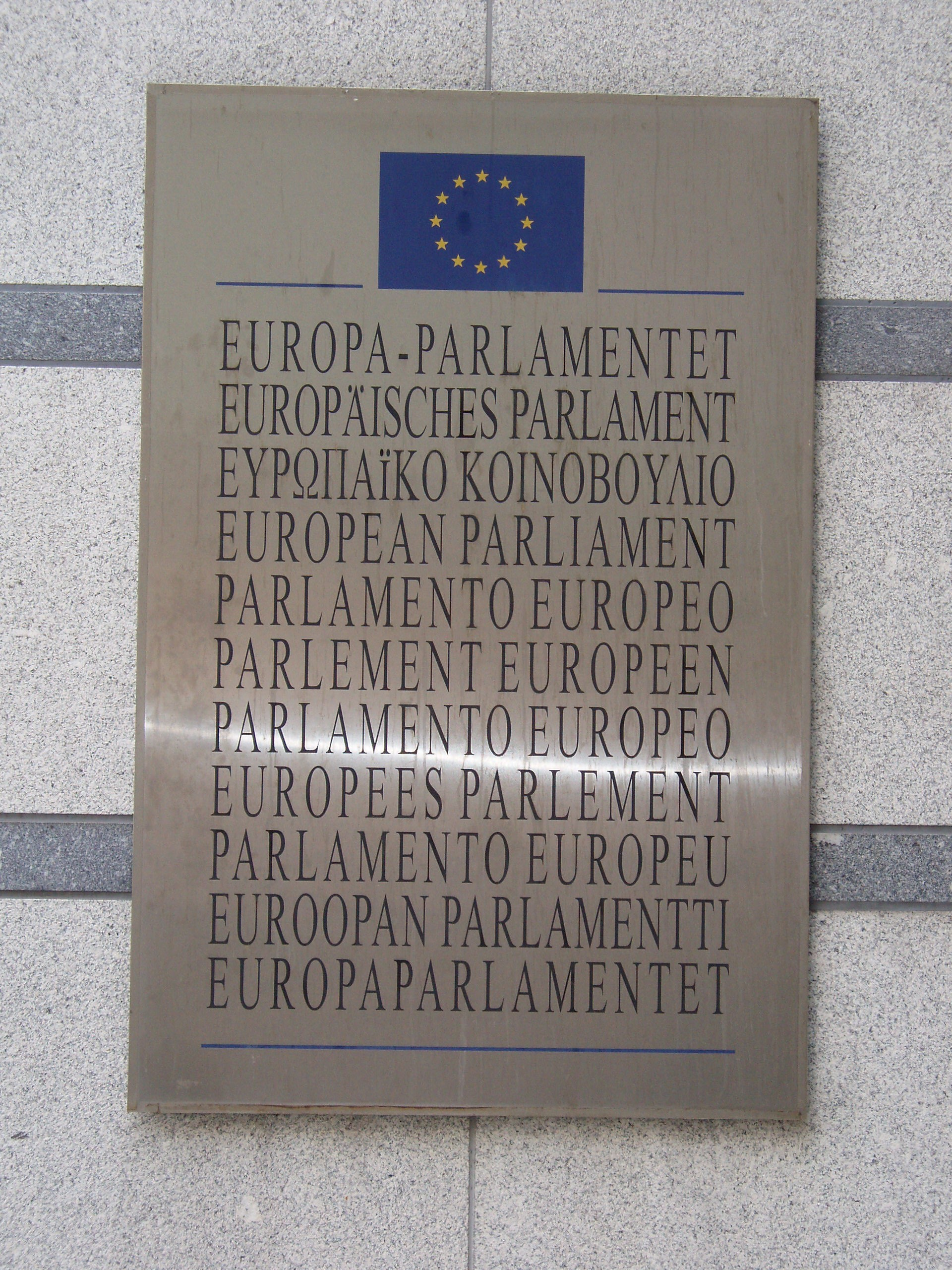
Tablica przed wejściem do Parlamentu Europejskiego w Brukseli

- 28 czerwca 1919 r. – Utworzenie Ligi Narodów
- 14 marca 1947 r. – Podpisanie Unii Celnej Beneluksu
- 17 marca 1948 r. – Pakt Brukselski
- 16 kwietnia 1948 r. – Utworzenie Organizacji Europejskiej Współpracy Gospodarczej
- 7 – 10 maja 1948 r. – kongres haski
- 5 maja 1949 r. – narody Zachodniej Europy tworzą Radę Europy. Jest to pierwszy krok w kierunku nawiązania współpracy, którą sześć krajów zamierza pogłębiać
- 9 maja 1950 r. – francuski minister spraw zagranicznych Robert Schuman przedstawia plan zacieśnienia współpracy. Od tego czasu 9 maja obchodzony jest jako Dzień Europy
- 20 czerwca 1950 r. – Na Konferencji Paryskiej Francja, Niemcy, Włochy, Belgia, Holandia i Luksemburg akceptują plan Schumana
- 18 kwietnia 1951 r. – Belgia, Francja, Holandia, Luksemburg, Niemcy i Włochy podpisują traktat paryski mający wprowadzić wspólny zarząd dla przemysłu ciężkiego – węgla i stali
- 1–3 czerwca 1955 r. – Konferencja messyńska – decyzja o powstaniu Euratomu
- 25 marca 1957 r. – traktaty rzymskie
- 1 stycznia 1958 r. – na mocy traktatów rzymskich kraje EWWiS założyły EWG
- 30 lipca 1962 r. – wspólna polityka rolna mająca na celu kontrolę nad produkcją żywności
- 20 lipca 1963 r. – EWG podpisuje pierwszą dużą umowę międzynarodową- Konwencja z Jaunde mającą pomóc 18 byłym koloniom w Afryce
- 8 kwietnia 1965 r. – Traktat Fuzyjny – Traktat ustanawiający Jedną Radę i Jedną Komisję Wspólnot Europejskich
- 1 lipca 1967 r. – Wejście w życie Traktatu Fuzyjnego
- 1 lipca 1968 r. – sześć krajów znosi cła na importowane towary, umożliwiając po raz pierwszy swobodny handel
- 1 stycznia 1973 r. – nowe państwa członkowskie: Dania, Irlandia, Wielka Brytania (w sumie 9 krajów)
- 10 grudnia 1975 r. – Europejski Fundusz Rozwoju Regionalnego
- 7 – 10 czerwca 1979 r. – pierwsze wybory do parlamentu Europejskiego
- 1 stycznia 1981 r. – nowe państwo członkowskie: Grecja (w sumie 10 krajów)
- 28 lutego 1984 r. – program Esprit – pierwszy z wielu programów badawczo-rozwojowych
- 14 czerwca 1985 r. – Podpisanie Układu z Schengen
- 1 stycznia 1986 r. – nowe państwa członkowskie: Hiszpania i Portugalia (w sumie 12 krajów)
- 17 – 28 lutego 1986 r. – Jednolity akt europejski – pierwszy krok do ujednoliconego rynku europejskiego
- 15 czerwca 1987 r. – program Erasmus, którego celem jest finansowanie wyjazdów studentów na studia w innym kraju europejskim przez okres do jednego roku
- 1 lipca 1987 r. – Wejście w życie Jednolitego Aktu Europejskiego
- 3 października 1990 r. – zjednoczenie Niemiec – ziemie byłej NRD zostały włączone do RFN.
- 7 lutego 1992 r. – traktat z Maastricht
- 1 stycznia 1993 r. – swobodny przepływ towarów, usług, osób i kapitału staje się rzeczywistością
- 1 listopada 1993 r. – formalne powstanie Unii Europejskiej w oparciu o trzy filary
- 1 stycznia 1995 r. – nowe państwa członkowskie: Austria, Finlandia i Szwecja (w sumie 15 krajów)
- 26 marca 1995 r. – w Belgii, Francji, Hiszpanii, Holandii, Luksemburgu, Niemczech i Portugalii – wchodzi w życie Układ z Schengen
- 17 czerwca 1997 r. – traktat amsterdamski
- 26 października 1997 r. – Włochy przystępują do Układu z Schengen
- 1 grudnia 1997 r. – Austria przystępuje do Układu z Schengen
- 13 grudnia 1997 r. – rozpoczęcie negocjacji członkowskich z 10 państwami Europy Środkowo-Wschodniej.
- 1 czerwca 1998 r. – powstanie Europejskiego Banku Centralnego

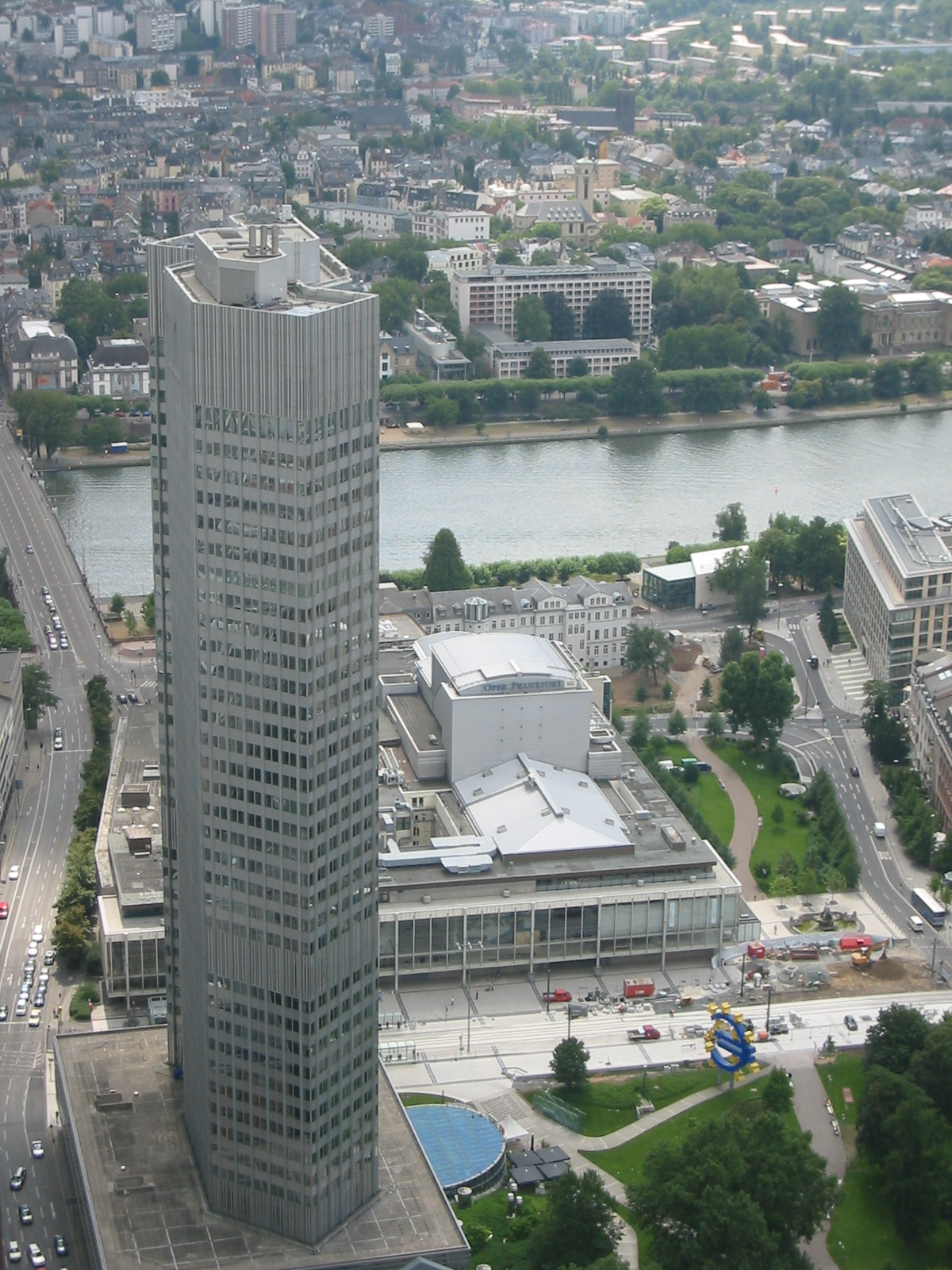
Siedziba EBC we Frankfurcie

- 1 stycznia 1999 r. – euro w transakcjach handlowych i finansowych
- 26 marca 2000 r. – Grecja przystępuje do Układu z Schengen
- 1 lutego 2001 r. – traktat nicejski
- 25 marca 2001 r. – Dania, Finlandia, Szwecja oraz kraje EFTA – Islandia i Norwegia przystępują do Układu z Schengen
- 1 stycznia 2002 r. – pojawiają się banknoty i monety euro (€) w powszechnym obiegu krajów unii walutowej. Banknoty są jednakowe dla wszystkich krajów. Monety mają identyczny rewers (strona wspólna), informujący o ich wartości, lecz różny awers (strona narodowa).
- 13 grudnia 2002 r. – finał negocjacji pomiędzy 10 państwami Europy Środkowej i Południowej a UE w Kopenhadze.
- 31 marca 2003 r. – w ramach polityki zagranicznej i bezpieczeństwa UE bierze udział w operacjach utrzymywania pokoju na Bałkanach, początkowo w byłej Jugosławii, a następnie w Bośni i Hercegowinie. W obu przypadkach siły pod wodzą UE zastępują jednostki NATO
- 16 kwietnia 2003 r. – przedstawiciele rządów 15 państw członkowskich i 10 kandydujących podpisali w Atenach traktat akcesyjny rozszerzający Unię
- 1 maja 2004 r. – nowe państwa członkowskie: Cypr, Czechy, Estonia, Litwa, Łotwa, Malta, Polska, Słowacja, Słowenia i Węgry (w sumie 25 krajów)
- 29 października 2004 r. – 25 krajów UE podpisuje Traktat ustanawiający Konstytucję dla Europy
- 1 lutego 2005 r. – w życie wchodzi układ stowarzyszeniowy pomiędzy UE i Chorwacją
- 25 kwietnia 2005 r. – Bułgaria i Rumunia podpisały traktat akcesyjny w Luksemburgu
- 29 maja 2005 r. – Francuzi, jako pierwszy kraj UE, wyraźną większością głosów odrzucili w referendum konstytucję Unii Europejskiej.
- 29 października 2006 r. – ogłoszenie wyników międzynarodowego konkursu na logo rocznicowe UE – zwycięzcą Szymon Skrzypczak z Poznania
- 1 stycznia 2007 r. – nowe państwa członkowskie: Bułgaria i Rumunia (w sumie 27 krajów). Słowenia dołączyła do strefy euro
- 21 – 23 czerwca 2007 r. – szczyt Unii Europejskiej w Brukseli dotyczący zmiany systemu głosowania w Radzie UE
- 13 grudnia 2007 r. – szczyt UE w Lizbonie i podpisanie traktatu lizbońskiego
- 21 grudnia 2007 r. – symboliczne otwarcie granic w ramach Układu z Schengen w Worku Turoszowskim, na trójstyku granic polskiej, czeskiej i niemieckiej
- 1 stycznia 2008 r. – euro – walutą na Cyprze i Malcie
- 1 stycznia 2009 r. – euro – walutą na Słowacji
- 1 grudnia 2009 r. – wejście w życie Traktatu Lizbońskiego
- 1 stycznia 2011 r. – euro – walutą w Estonii
- 1 lipca 2013 r. – Chorwacja przystąpiła do Unii Europejskiej
- 1 stycznia 2014 r. – euro – walutą na Łotwie
- 1 stycznia 2015 r. – euro – walutą na Litwie
- 1 lutego 2020 r. - opuszczenie wspólnoty UE przez Wielką Brytanię[potrzebny przypis]
- 1 stycznia 2023 r. - euro - walutą w Chorwacji

## Historia rozszerzania Unii Europejskiej
Uzyskanie członkostwa w UE wymaga spełnienia szeregu warunków, tzw. kryteria kopenhaskie. Kraj starający się o przynależność do europejskiej wspólnoty musi w części znajdować się na terytorium Europy, mieć demokratyczny rząd i wolnorynkową gospodarkę oraz przestrzegać praw Europejskiej Konwencji o Ochronie Praw człowieka i Podstawowych Wolności. Zobowiązany jest także do zaakceptowania i wprowadzenia w życie prawodawstwa UE oraz wszystkich układów traktatowych. Jak napisano w traktacie z Maastricht, każdy kraj członkowski oraz Parlament Europejski muszą zgodzić się na każde planowane rozszerzenie wspólnoty. Samo przystąpienie w poczet członków Unii Europejskiej określa się mianem akcesja (ang. accession). Jest to przyjęcie nowych państw do UE.

### Państwa założycielskie
| Przyjęte państwa | Data akcesji  | Charakter rozszerzenia |
| ---------------- | ------------- | ---------------------- |
| Belgia           | 23 lipca 1952 | państwa założycielskie |
| Francja          | 23 lipca 1952 | państwa założycielskie |
| Holandia         | 23 lipca 1952 | państwa założycielskie |
| Luksemburg       | 23 lipca 1952 | państwa założycielskie |
| Niemcy           | 23 lipca 1952 | państwa założycielskie |
| Włochy           | 23 lipca 1952 | państwa założycielskie |

### Pierwsze rozszerzenie
Wielka Brytania, obawiając się wstąpienia do Wspólnoty z powodu ryzyka zaszkodzenia jej handlowi ze Wspólnotą Narodów, ustanowiła w 1960 r. alternatywną organizację, Europejskie Stowarzyszenie Wolnego Handlu (European Free Trade Association). Był to jedynie obszar wolnego handlu, a nie unia celna. Do EFTA weszły też w tym czasie Austria, Dania, Norwegia, Portugalia, Szwecja i Szwajcaria, a Islandia przystąpiła w 1970 r.
Ponieważ handel ze Wspólnotą Narodów malał, a rósł udział handlu europejskiego, Wielka Brytania zdecydowała się przystąpić do wspólnoty, oczekując korzyści ekonomicznych. Irlandia i Dania, zależne w dużej mierze od handlu z Brytyjczykami, poszły w ślad za Zjednoczonym Królestwem. Pierwsza próba przystąpienia (wniosek o przyjęcie został złożony 9 sierpnia 1961), jeszcze za rządów konserwatywnego premiera Harolda Macmillana, została zawetowana przez prezydenta de Gaulle’a. Kolejny rząd, kierowany przez labourzystowskiego premiera Harolda Wilsona zgłosił wniosek o przyjęcie (11 maja 1967 roku), jednak i tym razem de Gaulle sprzeciwił się. Dopiero rząd, na którego czele stał Edward Heath, zdołał wprowadzić kraj do EWG.
Grenlandia wystąpiła w 1985 r. z EWG i nie należy do UE.
| Przyjęte państwa | Data akcesji    | Charakter rozszerzenia    |
| ---------------- | --------------- | ------------------------- |
| Dania            | 1 stycznia 1973 | pierwsze państwa północne |
| Irlandia         | 1 stycznia 1973 | pierwsze państwa północne |
| Wielka Brytania  | 1 stycznia 1973 | pierwsze państwa północne |

Społeczeństwo Norwegii odrzuciło propozycję rządu (53,3% przeciw) i Norwegia nie weszła do Unii – podobnie stało się 20 lat później, gdy rząd norweski zaproponował wejście do Unii razem z Austrią, Szwecją i Finlandią.

### Drugie rozszerzenie
W latach 80. XX w. do EWG dołączyły kolejne kraje. Wejście Grecji w 1981 r. zapoczątkowało tzw. rozszerzenia śródziemnomorskie lub południowe. Ze względu na swoje położenie geograficzne i burzliwą historię oraz stosunkowo niski poziom rozwoju społecznego oraz gospodarczego, kraj ten nie uczestniczył w głównym nurcie integracji europejskiej, mimo że był członkiem założycielem OEEC. Do Rady Europy przystąpiła z chwilą jej utworzenia, nie miała jednak wspólnych granic z krajami szóstki.
| Przyjęte państwo | Data akcesji    | Charakter rozszerzenia      |
| ---------------- | --------------- | --------------------------- |
| Grecja           | 1 stycznia 1981 | pierwsze państwo południowe |

### Trzecie rozszerzenie
Kolejnymi krajami z tzw. rozszerzenia śródziemnomorskiego lub południowego były Hiszpania i Portugalia. Wspólnie z Grecją miały podobne doświadczenia – m.in. niedawne rządy dyktatorskie oraz poziom rozwoju gospodarczego znacznie odbiegający od średniego krajów Wspólnoty. Wejście tych krajów oznaczało nowe zadania dla EWG, podniosło znaczenie tych państw i przeniosło punkt ciężkości Wspólnoty ze stabilnych, mocno zindustrializowanych i demokratycznych krajów na południe Europy.
| Przyjęte państwa | Data akcesji    | Charakter rozszerzenia            |
| ---------------- | --------------- | --------------------------------- |
| Hiszpania        | 1 stycznia 1986 | kolejne państwa śródziemnomorskie |
| Portugalia       | 1 stycznia 1986 | kolejne państwa śródziemnomorskie |

### Rozszerzenie niepełne
Zjednoczenie NRD i RFN w jeden organizm państwowy spowodowało powiększenie się obszaru EWG. Ekonomiczną ceną zjednoczenia były blisko 2 biliony euro, jakie zachodnie Niemcy przekazały do 2014 roku wschodnim krajom związkowym w celu dostosowania wschodnioniemieckiej gospodarki i infrastruktury do poziomu zachodnich krajów związkowych.
| Przyjęte państwo | Data akcesji        | Charakter rozszerzenia                                  |
| ---------------- | ------------------- | ------------------------------------------------------- |
| NRD              | 3 października 1990 | Zjednoczenie Niemiec, pierwsze państwo Europy środkowej |

### Czwarte rozszerzenie
Austria, Finlandia i Szwecja przystąpiły już do Unii Europejskiej, powstałej na mocy Traktatu o Unii Europejskiej podpisanego 7 lutego 1992 r. w Maastricht w Holandii. Fakt dołączenia nowych członków odzwierciedlał radykalną zmianę polityki każdego z nich. W przypadku Austrii i Finlandii przyczyną były stosunki z ZSRR, natomiast Szwecji jej przywiązanie do neutralności i unikanie zaangażowania w kwestie bezpieczeństwa europejskiego.
| Przyjęte państwa | Data akcesji    | Charakter rozszerzenia                       |
| ---------------- | --------------- | -------------------------------------------- |
| Austria          | 1 stycznia 1995 | kolejne państwa Europy północnej i środkowej |
| Finlandia        | 1 stycznia 1995 | kolejne państwa Europy północnej i środkowej |
| Szwecja          | 1 stycznia 1995 | kolejne państwa Europy północnej i środkowej |

Referendum w Norwegii: 52,2% głosujących było przeciw. Wraz z przyjęciem Austrii, Szwecji i Finlandii do UE, tylko Norwegia, Islandia, Szwajcaria i Liechtenstein pozostały członkami EFTA.

### Piąte rozszerzenie
Zmiany polityczne w Europie w 1989 r. (tzw. Jesień Ludów) doprowadziły do możliwości wstąpienia w szeregi UE krajów z tzw. bloku wschodniego. Sytuacja gospodarcza byłych krajów Europy Środkowo-Wschodniej znacznie odbiegała od średniego poziomu krajów UE, co stało się dla UE wyzwaniem do wyrównania poziomu życia i przekazywania funduszy strukturalnych na ten cel.
| Przyjęte państwa | Data akcesji | Charakter rozszerzenia                                                |
| ---------------- | ------------ | --------------------------------------------------------------------- |
| Cypr             | 1 maja 2004  | kolejne państwa Europy środkowej i wschodniej oraz śródziemnomorskiej |
| Czechy           | 1 maja 2004  | kolejne państwa Europy środkowej i wschodniej oraz śródziemnomorskiej |
| Estonia          | 1 maja 2004  | kolejne państwa Europy środkowej i wschodniej oraz śródziemnomorskiej |
| Litwa            | 1 maja 2004  | kolejne państwa Europy środkowej i wschodniej oraz śródziemnomorskiej |
| Łotwa            | 1 maja 2004  | kolejne państwa Europy środkowej i wschodniej oraz śródziemnomorskiej |
| Malta            | 1 maja 2004  | kolejne państwa Europy środkowej i wschodniej oraz śródziemnomorskiej |
| Polska           | 1 maja 2004  | kolejne państwa Europy środkowej i wschodniej oraz śródziemnomorskiej |
| Słowacja         | 1 maja 2004  | kolejne państwa Europy środkowej i wschodniej oraz śródziemnomorskiej |
| Słowenia         | 1 maja 2004  | kolejne państwa Europy środkowej i wschodniej oraz śródziemnomorskiej |
| Węgry            | 1 maja 2004  | kolejne państwa Europy środkowej i wschodniej oraz śródziemnomorskiej |

### Szóste rozszerzenie
| Przyjęte państwa | Data akcesji    | Charakter rozszerzenia               |
| ---------------- | --------------- | ------------------------------------ |
| Bułgaria         | 1 stycznia 2007 | państwa Europy południowo-wschodniej |
| Rumunia          | 1 stycznia 2007 | państwa Europy południowo-wschodniej |

### Rozszerzenie niepełne
| Przyjęte państwa | Data akcesji   | Charakter rozszerzenia |
| ---------------- | -------------- | --- |
| Saint-Barthélemy | 1 grudnia 2009 | w dniu wejścia w życie traktatu lizbońskiego oba terytoria ponownie stały się częścią Unii (do 21 lutego 2007 były częścią Unii jako część Gwadelupy, 22 lutego 2007 stały się osobnymi terytoriami) |
| Saint-Martin     | 1 grudnia 2009 | w dniu wejścia w życie traktatu lizbońskiego oba terytoria ponownie stały się częścią Unii (do 21 lutego 2007 były częścią Unii jako część Gwadelupy, 22 lutego 2007 stały się osobnymi terytoriami) |

### Siódme rozszerzenie
| Przyjęte państwa | Data akcesji | Charakter rozszerzenia               |
| ---------------- | ------------ | ------------------------------------ |
| Chorwacja        | 1 lipca 2013 | państwa Europy południowo-wschodniej |